# Triplophysa nujiangensa
Triplophysa nujiangensa är en fiskart som beskrevs av Chen, Cui och Yang 2004. Triplophysa nujiangensa ingår i släktet Triplophysa och familjen grönlingsfiskar. Inga underarter finns listade i Catalogue of Life.